# Przedmiot przestępstwa
Przedmiot przestępstwa – dobro lub wartość społeczna, podlegający ochronie prawnej na mocy prawa karnego. Inaczej przedmiot ochrony lub przedmiot zamachu.
Ma różnorakie znaczenie:
- ogólne: ogół wartości podlegających ochronie prawnej;
- jako przedmiot rodzajowy: wartość podlegająca ochronie na mocy niektórych zespołów przepisów (wyznacza systematykę części szczególnej Kodeksu karnego);
- jako  bezpośredni: wartość podlegająca ochronie na mocy konkretnego przepisu ustawy.